# Benjamin Hennequin
Benjamin Didier Hennequin (Burdeos, 24 de agosto de 1984) es un deportista francés que compitió en halterofilia.
Ganó una medalla de plata en el Campeonato Mundial de Halterofilia de 2011 y tres medallas en el Campeonato Europeo de Halterofilia entre los años 2011 y 2015.
Participó en tres Juegos Olímpicos de Verano, entre los años 2008 y 2016, ocupando el cuarto lugar en Pekín 2008 y el noveno en Río de Janeiro 2016, en la categoría de 85 kg.

## Palmarés internacional
| Campeonato Mundial | Campeonato Mundial | Campeonato Mundial | Campeonato Mundial |
| Año                | Lugar              | Medalla            | Categoría          |
| ------------------ | ------------------ | ------------------ | ------------------ |
| 2011               | París (Francia)    | Medalla de plata   | 85 kg              |
| Campeonato Europeo |                    |                    |                    |
| Año                | Lugar              | Medalla            | Categoría          |
| 2011               | Kazán (Rusia)      | Medalla de bronce  | 85 kg              |
| 2014               | Tel Aviv (Israel)  | Medalla de bronce  | 85 kg              |
| 2015               | Tiflis (Georgia)   | Medalla de oro     | 85 kg              |